# Свети Йоан Златоуст (Параскеви)
„Свети Йоан Златоуст“ (на гръцки: I. N. Aγ. Iωάννου Xρυσοστόμου) е православна църква в гревенското село Параскеви (Велиди), Егейска Македония, Гърция. Част е от Гревенската епархия.
Храмът е издигнат в 1811 година в северния край на селото. До 1988 година, когато е завършена новата църква до нея, църквата е енорийски храм на селото.
В архитектурно отношение е трикорабна сводеста базилика с нартекс и по-нова женска църква. Има два входа – от юг към наоса и отзапад към притвора. Иконостасът е от около 1775 година. Около 2000 година храмът се срива, като е запазена само източната стена с полукръглата апсида. Иконите и другите църковни ценности са пренесени в новия храм.
Църквата е обявена за защитен паметник в 1992 година. Нейният храмов празник 13 ноември е основният годишен събор на селото.